# ¿Qué ocurrió entre mi padre y tu madre?
¿Qué ocurrió entre mi padre y tu madre? (título original: Avanti!, en italiano literalmente: ¡Adelante!) es una película italoestadounidense del género de comedia romántica de 1972 producida y dirigida por Billy Wilder. Está protagonizada por Jack Lemmon, colaborador habitual de Wilder, Juliet Mills y Clive Revill. El guion, de Billy Wilder e I. A. L. Diamond, está basado en la obra de teatro homónima de 1968, escrita por Samuel Taylor. La película sigue a un empresario estadounidense que intenta traer el cuerpo de su padre desde Italia.  

## Argumento
Durante los últimos diez años, el señor Wendell Armbruster Sr., un importante hombre de negocios de Baltimore con contactos en el gobierno estadounidense, cabeza de una familia muy tradicional, ha estado pasando un mes, del 15 de julio al 15 de agosto en el Gran Hotel Excelsior de Ischia, aparentemente disfrutando de las aguas termales y los baños de barro terapéuticos. Durante una de sus estancias, Wendell fallece en un accidente de coche, lo que lleva a su estirado hijo, Wendell Jr. (Jack Lemmon), a viajar hasta Ischia para tramitar la repatriación del cuerpo de su difunto padre y así poder enterrarlo en una ceremonia prevista para dentro de 3 días, con gran número de asistentes, incluyendo a gobernadores y otros altos cargos, más los trabajadores de las empresas Armbruster, que pararán para ver el entierro por circuito cerrado de televisión.
Una vez en Ischia, Wendell Jr. se instala en la misma suite en que se hospedaba su padre y allí se encuentra con Pamela Piggott (Juliet Mills), una británica de talante inconformista que también ha venido para reclamar el cuerpo de un familiar fallecido. Para su sorpresa, Wendell Jr. descubre que su padre no murió solo en su accidente de tráfico, sino que iba acompañado por la madre de Pamela y que ambos llevaban varios años compartiendo su estancia en el hotel durante el mes de vacaciones. Pamela parece estar al tanto de la relación que existía entre ambos y expresa su deseo de que los cuerpos sean enterrados juntos en Ischia, lo que la enfrenta a Wendell ante los intentos de arbitraje del gerente del hotel Carlo Carlucci (Clive Revill). La situación se complica cuando los cadáveres desaparecen del depósito y Wendell sospecha de Pamela, pero pronto se descubre que los ladrones de cuerpos son los miembros de la familia Trotta, propietaria del viñedo donde se produjo el accidente de coche y que piden un rescate de 2 millones de liras como compensación de los daños sufridos.
Por otro lado, Wendell descubre que Bruno (Gianfranco Barra), empleado del hotel, tiene también su propio interés en el asunto: deportado años atrás de los Estados Unidos, quiere volver a toda costa y esgrime unas comprometedoras fotos de los fallecidos nadando desnudos en la bahía de Nápoles para chantajear a Wendell. Encerrados en la isla mientras se desarrollan los acontecimientos, sin nada más que hacer, Wendell y Pamela se ven afectados por la atmósfera de relajación que se respira y el enconamiento va dejando paso a sentimientos más positivos, de manera que Bruno no tarda en conseguir nuevas fotos, esta vez de Wendell Jr. y Pamela nadando desnudos en la misma bahía en que lo hacían sus respectivos padre y madre y las utiliza para reclamar un visado. Esto provoca la ira de Anna, la mujer con la que vive Bruno, que presa del despecho por la intención de éste de partir sin ella, lleva a Bruno a la habitación de Pamela, lo asesina y escapa. Carlucci se lleva las pertenencias de Pamela a la habitación de Wendell para evitar más complicaciones y así los dos se encuentran repitiendo la relación de sus padres.
La situación se desatasca cuando aparece un helicóptero de la U. S. Navy con la misión de acelerar la repatriación del cadáver del Sr. Ambruster. El funcionario del Departamento de Estado J. J. Blodgett (Edward Andrews) anuncia que el difunto ha sido designado para ocupar un puesto en una embajada a título póstumo y que como funcionario del cuerpo diplomático el gobierno de los Estados Unidos de América procede a reclamar su cuerpo. Tras nuevas discusiones, Carlucci, Wendell y Pamela encuentran la solución perfecta: los cuerpos son enterrados juntos en una tumba propiedad de la familia Carlucci y es el cadáver de Bruno el que viaja en el ataúd repatriado, de vuelta a los Estados Unidos según deseaba. Wendell y Pamela dejan por fin la isla, después de reservar una suite para el año siguiente, del 15 de julio al 15 de agosto, ocupando el lugar de sus padres.

## Reparto
- Jack Lemmon: Wendell Armbruster, Jr.
- Juliet Mills: Pamela Piggott.
- Clive Revill: Carlo Carlucci, el director del hotel.
- Edward Andrews: J. J. Blodgett, el diplomático estadounidense.
- Gianfranco Barra: Bruno, del personal de servicio del hotel.
- Pippo Franco: Matarazzo.
- Janet Agren: una de las enfermeras del barón.

## Música
El tema principal de la película es la canción Senza fine, del italiano Gino Paoli.

## Premios

### Ganados
- Globo de Oro al mejor actor de Comedia o musical, para Jack Lemmon.

### Candidaturas
- Globo de Oro al mejor director, a Billy Wilder.
- Globo de Oro al mejor guion, a Billy Wilder e I.A.L. Diamond.
- Globo de Oro a la mejor actriz de comedia o musical, para Juliet Mills.
- Globo de Oro al mejor actor de reparto, para Clive Revill.
- Globo de Oro a la mejor película de comedia o musical.